# 神部忍
神部忍（みわべのおし、生没年不詳）は、『粟鹿大明神元記』に記された古墳時代の豪族。姓は直。

## 概要
神功皇后（原文では磐余稚佐倉宮御宇息長大足姫天皇）の時に、但馬国の人臣を率い、粟鹿大神の荒術魂を船頭に取り着け、百済に渡った。倭へ返って来ると、朝廷に神事でお仕えし、そのために、但馬国造に定められ、神宝の楯2面、大刀2柄、鏡2面、頸玉1箇、手玉1箇、足玉1箇、神田75町9段180歩、神戸2烟を給わった。忍はこれらを粟鹿大神に給い、宝蔵を立て、神宝の物を収めた。そして、初めて祭主の忌を始め、上呼は11月の寅の日、中呼は子の日、下呼は12月の申の日に祭り鎮ることとしたという。